# Henri-Jacques-Guillaume Clarke

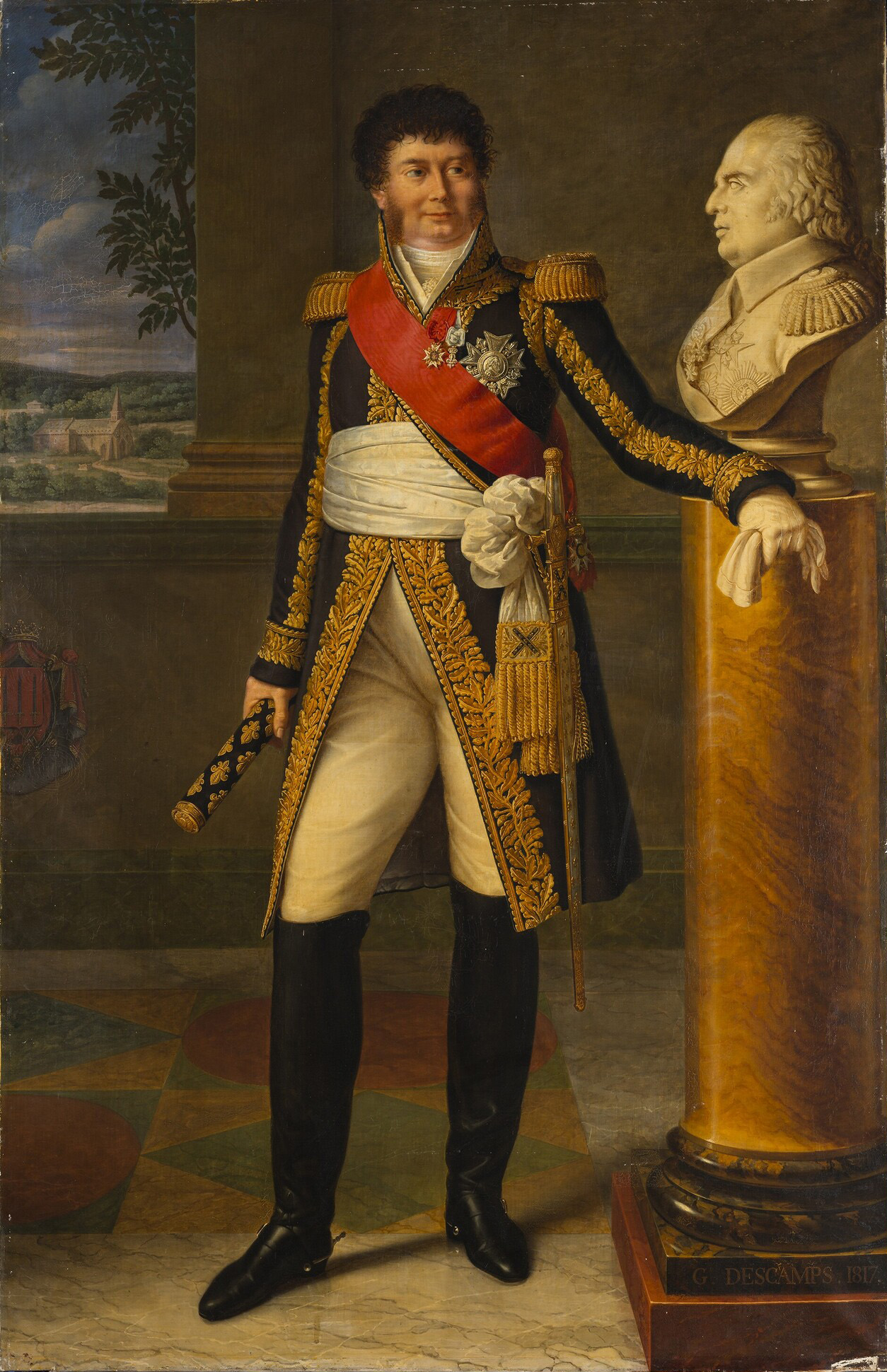
Henri-Jacques-Guillaume Clarke

Henri-Jacques-Guillaume Clarke, 1. comte d’Hunebourg, 1. duc de Feltre (* 17. Oktober 1765 in Landrecies im Hennegau; † 28. Oktober 1818 in Neuwiller-lès-Saverne) war ein französischer General und Staatsmann irischer Abstammung, Marschall und Pair von Frankreich.

## Leben
Als während der Glorious Revolution 1688/1689 König Jakob II. abgesetzt wurde, ging die Familie Clarke ins Exil nach Frankreich. Sie ließ sich in Landecries nieder und dienten nun als Offiziere in der französischen Armee. Henri-Jacques-Guillaume Clarke war der Sohn des Offiziers Thomas Clarke (1727–1780) und dessen Ehefrau Marie-Louise Shée (1740–1783). Seine erste militärische Ausbildung erfuhr Clarke von seinem Onkel Henry Shee de Lignères, Colonel im Stab von Louis-Philippe I. de Bourbon, duc d’Orléans.
Am 17. September 1781 trat Henri Clarke in die Militärschule von Paris und am 11. November 1782 ernannte man ihn zum sous-lieutenant. Am 5. September 1784 wurde er im Rang eines Capitaines in Kavallerieregiment unter François Ésprit, marquis de Chastelier-Dumesnil. Am 3. August 1789 heiratete Clarke in London Elisabeth-Christiane Alexander (1778–1840) und hatte mit ihr eine Tochter, Henriette Clarke de Feltre (1790–1831). Als sich die politische Lage der Terrorherrschaft (→Französische Revolution) wieder zu beruhigen begann, ließ sich das Ehepaar 1795 scheiden.
Mit Wirkung vom 11. Juli 1790 trat Clarke aus der Armee aus und wechselte in den diplomatischen Dienst. Durch seine Abstammung schien er für die Konstituante der geeignete Mann am Hof König Georg III. zu sein. Trotz seiner Erfolge dort, kehrte Clarke bereits im darauffolgenden Jahr zurück und trat 1791/1792 wieder in die Armee ein. Es folgten einige Versetzungen und nach kurzer Zeit als lieutenant-colonel wurde er nach der Schlacht bei Landau 1793 zum Général de brigade befördert. Als solcher befehligte er u. a. die Vorhut der Rheinarmee und wurde dort auch Stabschef, 1795 aber als verdächtig abgesetzt und verhaftet.
Nach seiner Freilassung lebte er im Elsass, wurde aber bald durch Carnot Chef des topographischen Büros, später vom Direktorium als Général de division mit geheimen Aufträgen nach Wien und Italien gesandt, zugleich um Napoleon Bonaparte zu beobachten. Beide aber verständigten sich, und Clarke sandte nur Berichte ab, die Bonaparte gelesen hatte. Nach längerer Untätigkeit wurde er zum Abschluss einer Allianz nach Sardinien geschickt. Nach dem 18. Brumaire VIII machte ihn Bonaparte wieder zum Chef des topographischen Büros, sandte ihn während des Kongresses als Kommandanten nach Lunéville und dann zur Auswechselung der russischen Kriegsgefangenen nach Lille. Seit dieser Zeit besaß die Familie Clarke in Paris das Hôtel d’Estrées, ein Stadtpalais in der Rue de Grenelle 79 (7. Arrondissement).
In zweiter Ehe heiratete Clarke am 26. Januar 1799 in Bouxwiller (Département Haut-Rhin) Marie-Françoise Zaepffel (1755–1842). Er hatte mit ihr vier Söhne, darunter den späteren Komponisten Alphonse Clarke (1806–1850). Durch diese Heirat wurde er der Schwager der Generäle Étienne d’Hastrel de Rivedou (1766–1846), Eugène Charles de Mandeville (1780–1850) und Guillaume O’Meare (1764–1828).
Zwischen 1801 und 1803 wirkte Clarke in Florenz als Gesandter am Hofe Ludwigs I., König von Etrurien, und wurde dann Staatsrat und Kabinettssekretär des Kaisers für das Kriegs- und Seewesen.
Im Feldzug gegen Österreich 1805 wurde er Gouverneur von Wien, 1806 Gouverneur in Erfurt, dann in Berlin. 1807 kehrte er nach Paris zurück und wurde Kriegsminister. Er verwaltete dieses schwierige Amt mit großem Geschick und seltener Uneigennützigkeit, aber auch mit rücksichtsloser Strenge.

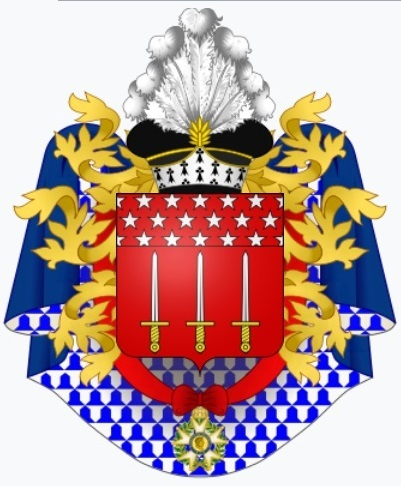
Wappen Clarkes als Herzog von Feltre

Die glückliche Vereitelung der Unternehmung der Engländer gegen Vlissingen verschaffte ihm den Titel eines Herzogs von Feltre in der noblesse impériale (duc de Feltre, Verleihung am 15. August 1809), nachdem er in der noblesse impériale zuvor bereits zum comte de l’Empire von Hunebourg erhoben worden war (Verleihung am 24. April 1808). 1809 kaufte er die Burg und Herrschaft Herrenstein im Elsass.
Bei Napoleons Sturz zeigte sich Clarke d’Hunebourg unzuverlässig und gewissenlos, stimmte für die Absetzung des Kaisers und wurde dafür von Ludwig XVIII. zum Pair ernannt. Nach Napoleons Landung bei Cannes wurde er an Soults Stelle Kriegsminister, floh mit dem König nach Gent, übernahm eine Sendung an den Prinzregenten von Großbritannien und wurde 1815 aufs Neue zur Verwaltung des Kriegsministeriums an die Stelle Gouvion Saint-Cyrs berufen, musste es aber 1817 an diesen zurückgeben und wurde zum Marschall von Frankreich und zum Gouverneur der 15. Militärdivision ernannt.
Clarke d’Hunebourg starb elf Tage vor seinem 53. Geburtstag in Neuwiller-lès-Saverne und fand dort auch seine letzte Ruhestätte. Der Nachlass des Generals befindet sich im Staatsarchiv in Pierrefitte-sur-Seine (Département Seine-Saint-Denis). Der Maler François-Xavier Fabre schuf 1810 das Ölgemälde „Portrait de la générale Clarke, Marie Françoise Joséphine Zaepffel, avec ses quatre enfants“, das heute (2012) im Musée Marmottan Monet in Paris (16. Arrondissement) zu sehen ist.

## Ehrungen
- 2. Oktober 1803 Ritter der Ehrenlegion
- 2. Juni 1804 Commandeur der Ehrenlegion
- 8. Februar 1806 Großoffizier der Ehrenlegion
- 24. April 1808 Grafenstand als Graf von Hüneburg (Comte d’Hunebourg)
- 14. August 1809 Grand aigle der Ehrenlegion
- 15. August 1809 Verleihung des Titels eines Herzogs von Feltre (Duc de Feltre)
- 27. Dezember 1814 Ordre royal et militaire de Saint-Louis
- 1816 Marschall von Frankreich
- Großkreuz vom Hausorden der Treue (Markgrafschaft Baden)
- Großkreuz vom Militär-St.-Heinrichs-Orden (Kurfürstentum Sachsen)
- Ritter des Hubertusorden (Haus Wittelsbach)
- Sein Name „CLARKE“ findet sich am östlichen Pfeiler (11. Spalte) des Triumphbogens am Place Charles-de-Gaulle (Paris)